# 47 ق هـ
هي السنة السابعة والأربعون السابقة للهجرة النبوية، وهي توافق ما بين سنتي 576 و577 حسب التقويم الميلادي، أي أنها بدأت في سنة 576م وانتهت في سنة 577م.

## مواليد
- مولد عثمان بن عفان

## وفيات
- آمنة بنت وهب والدة الرسول محمد ﷺ